# Eupithecia mentavoni
Eupithecia mentavoni är en fjärilsart som beskrevs av Claude Herbulot 1990. Eupithecia mentavoni ingår i släktet Eupithecia och familjen mätare. Inga underarter finns listade i Catalogue of Life.